# Kommende Wietersheim

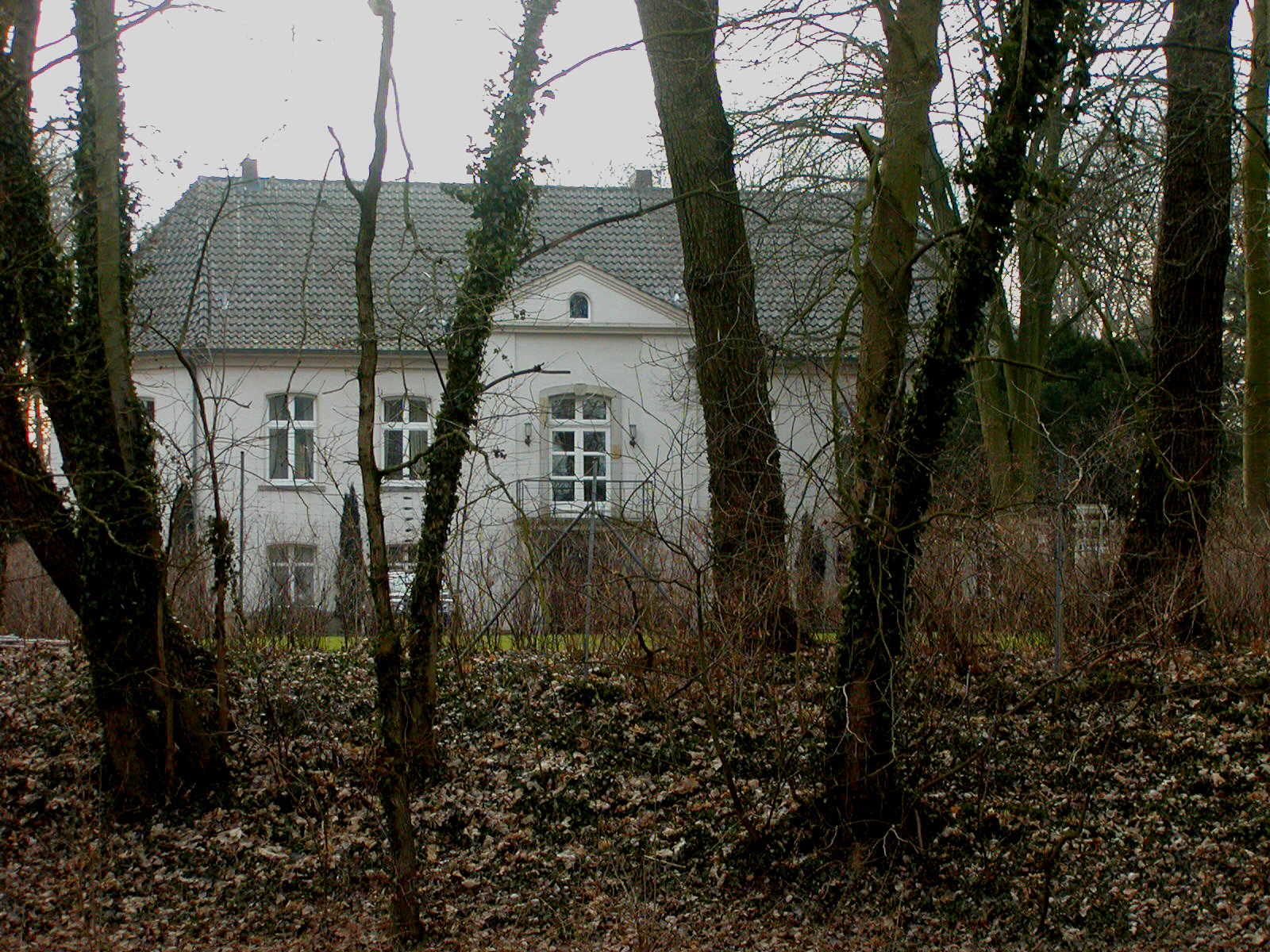
Schloss Wietersheim. Das heutige Bild ist vom Umbau von 1825 bestimmt.

Die Kommende Wietersheim war eine Niederlassung des Johanniterordens in Wietersheim im heutigen Kreis Minden-Lübbecke (Nordrhein-Westfalen). Sie wird 1322 erstmals genannt. Wann genau sie erworben wurde, lässt sich mangels Urkunden nicht sagen. 1325 kam eine weitere Schenkung von Dompropst Heinrich von Lippe hinzu. Wietersheim gehörte zum Hochstift Minden, das 1648 im Fürstentum Minden aufging und unter die Herrschaft des Kurfürstentums Brandenburg kam. 1719 wurde das Fürstentum Minden mit der Grafschaft Ravensberg zur preußischen Verwaltungseinheit Minden-Ravensberg vereinigt. 1799 wurde der Gebäude- und Landkomplex für 103.000 Taler verkauft. Die Kommende selbst bestand jedoch formal weiter, der Kommendator erhielt nun den jährlichen Zinsertrag des Kaufpreises. 1810/11 wurde diese Geldkommende aufgelöst, der Kommendator abgefunden.

## Geschichte
Die Kommende Wietersheim wird 1322 erstmals urkundlich genannt. Der damalige Komtur Heinrich Knigge bestätigte darin dem Kloster Loccum den Besitz einer Leibeigenen. Wann genau die Kommende erworben wurde, lässt sich mangels Urkunden nicht sagen. 1322 erwarb die Kommende vom Dominikanerinnenkloster St. Marien in Lemgo Besitzungen in Päpinghausen und übernahm außerdem Leistungen für die Kirche in Windheim. Im selben Jahr bestätigte Jordanus gen. Voss der Kommende den Besitz an den Gütern, die seine Vorfahren einst dem Dominikanerinnenkloster Lahde gemacht hatten. Diese Besitzungen waren nun mit dem Umzug des Klosters in die Stadt Lemgo an die Kommende Wietersheim verkauft worden. 1323 verkaufte der Knappe Reiner von Wietersheim der Kommende das Gogericht über die Dörfer Wietersheim und Päpinghausen. 1324 kaufte der Herrenmeister der Ballei Brandenburg Gebhard von Bortfelde für 50 Mark Bremer Silber nach Mindener Gewicht sechs Hufen Landes in Frille von Detward von Elz für die Kommende Wietersheim. Und 1325 kauften die Johanniter für 100 Mark Bremer Silbers weitere Güter in Päpinghausen sowie in Holzhausen vom Mindener Dompropst Heinrich von Lippe hinzu. 1418 erhielt die Kommende von den Herzögen Bernhard, Otto und Wilhelm von Braunschweig-Lüneburg die Kirche in Reher und den dortigen Prioratshof geschenkt. 1367 scheint es Versuche des Generalpräzeptor Warberg gegeben zu haben, die Niederlassungen in Braunschweig, Gartow, Goslar, Süpplingenburg, Werben und Wietersheim zu einer (Groß-)Kommende zusammenzufassen, mit Sitz in Süpplingenburg. 1457 schenkten die Herzöge Friedrich und Bernhard von Braunschweig der Kommende noch die Kirche in Hillentrup. Spätere Käufe oder Verkäufe sind nicht bekannt. Ein Konvent wird erst 1518 erwähnt. Daraus zu folgern, wie es Wilfried Engel tat, dass es vorher keinen Konvent gab und nur der Komtur in der Kommende wohnte, ist jedoch zu bezweifeln.
Die Kommende wurde durch die Hildesheimer Stiftsfehde von 1519–23 stark geschädigt. Bald darauf kam es zu Streitigkeiten zwischen dem Bischof Franz I. von Minden und den Mindener Landständen, die 1525 durch Vermittlung des Herzogs Heinrich II. von Braunschweig-Lüneburg durch den sog. Wietersheimer Vergleich beigelegt wurden. Es ist anzunehmen, dass die Verhandlungen in der Kommende Wietersheim stattfanden. Die Komture der Kommende Wietersheim gehörten zur Gruppe der Prälaten in den Mindener Landständen. Um 1528 und 1542 versuchte der Herrenmeister Veit von Thümen, die Kommende Wietersheim zu verkaufen. Letztendlich führten sie aber trotz Kaufinteressenten nicht zum Erfolg; die Gründe sind nicht bekannt. Mit der Reformation trat die schon seit dem 14. Jahrhundert weitgehend selbständige Ballei Brandenburg zum evangelischen Glauben über. Der Großteil des Ordens blieb als Malteserorden katholisch. In der Folge gab es immer wieder Versuche, einzelne Kommenden für den katholisch gebliebenen Malteserorden zurückzugewinnen. So kam 1581 mit Wilhelm von Loeben für drei Jahre ein katholischer Komtur nach Wietersheim. 1584 resignierte Bischof Hermann von Minden und unter seinem evangelischen Nachfolger Heinrich erhielt die Ballei Brandenburg ihre Kommende wieder zurück.
Während des Dreißigjährigen Krieges gelang es dem Großprior des Malteserordens noch einmal, die Kommende Wietersheim mit einem katholischen Komtur zu besetzen. Der 1605 eingesetzte Komtur Hillmer von Münchhausen musste die Kommende von 1628 bis 1631 dem katholischen Komtur Jakob Christoph von Andlau und damit dem Malteserorden überlassen. Nach der Schlacht bei Breitenfeld 1631, bei der die protestantische Seite wieder ein Übergewicht in Norddeutschland bekam, konnte Hilmar Ernst von Münchhausen die Komturei wieder für sich und die Ballei Brandenburg wieder in Besitz nehmen.
Allerdings scheinen die Schweden, die ab 1635 mit dem katholischen Frankreich verbündet waren (Schwedisch-Französischer Krieg), die Kommende Wietersheim 1641 erneut dem Malteserorden und Franz von Sonnenburg übergeben zu haben, der 1682 kurzzeitig Großprior des Malteserordens war. Ob Sonnenburg allerdings in diesen unsicheren Zeiten in Wietersheim war und die Kommende tatsächlich übernehmen konnte, ist nicht überliefert. Jedenfalls führte Hilmar Ernst von Münchhausen nach dem Dreißigjährigen Krieg erneut die Kommende Wietersheim. Er starb 1671 und hatte die Kommende damit 66 Jahre in seinem Besitz, abgesehen von den Unterbrechungen seiner Amtszeit während des Dreißigjährigen Krieges.
Die Kommende Wietersheim gehörte bis 1648 zum Hochstift Minden, das mit den Vereinbarungen im Westfälischen Friede im Fürstentum Minden aufging und unter die Herrschaft des Kurfürstentum Brandenburg kam. 1719 wurde das Fürstentum Minden mit der Grafschaft Ravensberg zur preußischen Verwaltungseinheit Minden-Ravensberg vereinigt. 1799 wurde der Gebäude- und Landkomplex für 100.000 Taler und 3.000 Taler Schlüsselgeld an den Mindener Landrat und Domkapitular Philipp Georg von Cornberg verkauft. Das von dem Käufer Philipp Georg von Cornberg bar erlegte Geld wurde in einer Bank hinterlegt und sollte für den Kauf einer neuen, geeigneten Kommende verwendet werden. Die Kommende bestand trotz des Verkaufs formal weiter, der Kommendator erhielt nun den jährlichen Zinsertrag von der hinterlegten Kaufsumme. 1810/1 wurde mit der Ballei Brandenburg auch die Geldkommende Wietersheim aufgelöst. Dem letzten Inhaber Graf Carl Wilhelm von Wartensleben wurden 3.500 Taler Entschädigung bezahlt.
Der Güterbesitz der Kommende Wietersheim kam 1810 als Krondomäne an den König Hieronymus Napoleon von Westphalen. Er schenkte den Güterbesitz seiner illegitimen Tochter Melanie von Schlotheim (1803–1876), die er zur Gräfin von Wietersheim machte. Diese heiratete 1820 im Exil seinen (früheren) Kammerjunker Freiherr Carl von Schlotheim, erster frei gewählter Landrat des Kreises Minden. Der Sohn Eduard Ernst Franz Johann Freiherr von Schlotheim (Pastor) verkaufte das Gut 1869 an einen Herrn Schmidt.

## Komture/Kommendatoren
- 1322 Henricus Knighe
- 1335 Heinrich Stapel
- 1435–37 Heinrich von Redern[6], 1432 Komtur in Gartow, 1438 Komtur in Werben
- 1438 Kurt von Redern, Kommendator[7]
- bis 1503 Ludolph von Alvensleben, † 1503 begraben in der dortigen Kapelle[8]
- 1512–19 Segeband/Segebaude von Holle, † 1519 begraben in der dortigen Kapelle[8]
- 1520–27 Liborius von Bredow[9][8], wurde danach Komtur in Mirow
- 1530–45 Matthäus von Brandt, † 1545
- 1546–80 Hans von Hering(en), einige Jahre vor 1545 Koadjutor, ab 1545 Komtur, † 14. Oktober 1580 begraben in der dortigen Kapelle[8][10]
- 1581–84 Wilhelm von Loeben, katholischer Komtur eingesetzt vom katholischen Großmeister in Malta
- 1584–86 Thomas von Brösigke
- 13. Juni 1586–05 Jost von Hoppenkorff/Hoppenkorph, auch Jobst von Honhorst, 1605 Resignation
- 1605 Hilmer Ernst von Münchhausen von Dornberg, bekam 1613 die Erlaubnis zu heiraten
- 1628–1631, 1637 Jakob Christoph von Andelau/Andlau, katholischer Kommendator, auch Kommendator in Lage, Herford und Burgsteinfurt, Großbailli auf Malta, Prokurator in der deutschen Ordensprovinz
- 1641, 1644 Franz von Sonnenburg, katholischer Kommendator[3]
- nach 1646–1671 Hilmer Ernst von Münchhausen, † 1671
- 1671–73 David von der Marwitz auf Beverfelde,[8] er war am 12. Juli 1635 vom damaligen Herrenmeister Adam Graf von Schwarzenberg zum Johanniterritter geschlagen worden; damals Hauptmann in Sonnenburg[11]
- 8./18. September 1673 Achaz/Achatius von Borck/Borch, Kurfürstlich-brandenburgischer Oberappellations-Gerichts- und Legationsrat, Hauptmann zu Preußisch-Holland, Erbherr auf Quitteinen und Rembten, wurde am 10. Dezember 1652 vom Herrenmeister Johann Moritz von Nassau zum Johanniterritter geschlagen,[12] † 6. März 1680
- 1680–94 Ernst von Krockow, pommerischer Hofgerichtspräsident, † 17. September 1694 in Berlin
- 26. Februar 1695 Hans Georg von Marwitz, Erbherr auf Friedersdorf, Groß Rietz, Klein Rietz, Birkholz und Raßmannsdorf, † 4. Juli 1704 in Zerbst[13]
- 12. Oktober 1705–15 Friedrich Freiherr von Heyden, General der Infanterie, † 15. Oktober 1715
- 1718 zusammen Friedrich Godward Freiherr von Syberg, Kammerherr, Oberstallmeister und General der Kavallerie († 28. August 1729) und Alexander Bernhard Freiherr von Spaen, preußischer Generalmajor, † 11. Dezember 1743
- 1746 Alexander Hermann Freiherr von Willich und Dysforth, † 10. März 1758[14]
- 1747–58 Friedrich Otto Freiherr von Wittenhorst zu Sonsfeld, königlich-preußischer Generalleutnant † 10. März 1758
- 1758–65 Erdmann Ludwig von Wülcknitz, eingeführt 25. Oktober 1758, † 2. Mai 1765[14]
- 1765–97 Friedrich Wilhelm von Kleist (* 8. August 1717, † 5. Januar 1797), Major der Kavallerie, wohnte auf der Kommende, eingeführt am 25. August 1765[15],
- 1797 Caspar von Buchwald, königlich-dänischer Kammerherr und Landrat, Ritter des Dannebrogordens,[16] Titularkommendator, seit 4. Mai 1797. Er trat die Kommende ab an den folgenden Kommendator unter Beibehaltung des Titels und das Recht das Kommendatorkreuz zu tragen.
- 1797–99 Alexander Friedrich von Knobelsdorf (* 13. Mai 1723, † 10. Dezember 1799), General der Infanterie, eingeführt am 5. Juli 1797
- 1800–11 Carl Wilhelm Reichsgraf von Wartensleben, Königlich-Preußischer Schlosshauptmann

## Verwalter und Amtleute
Die Kommende war ab dem 17. Jahrhundert meist verpachtet, die Verwaltung wurde von einem Amtmann wahrgenommen.
- 1671–78 Vierdung, Amtmann[17]
- 1701–07 Müller, Amtmann[18]
- 1710/11 Hoyern, Amtmann[19]
- 1751–57 Deppen, Amtmann[20]

## Bauten
Eine Kirche ist in Wietersheim erst für 1503 belegt. Aber man darf davon ausgehen, dass sie einen Vorgängerbau hatte. 1583 war sie newlich renoviret worden. Außerdem war zu dieser Zeit auch ein neuer Kirchturm aufgeführt worden. Der Kommendator Hans Georg von der Marwitz (1695–1704) ließ in seiner Amtszeit das Dach ausbessern und den Kirchturm neu errichten. Neben der Kirche stand eine Kapelle vom Ende des 15. Jahrhunderts. Die Gebäude der Kommende wurden 1825 abgebrochen und an deren Stelle das heutige Schloss errichtet.

## Belege